# STAR WARS：原力覺醒
《STAR WARS：原力覺醒》（英語：Star Wars: The Force Awakens），也通稱作《星際大戰七部曲：原力覺醒》（Star Wars: Episode VII – The Force Awakens）是一部於2015年上映的美國史詩太空歌劇電影，由J·J·艾布拉姆斯执导，華特迪士尼影業、盧卡斯影業和壞機器人製片公司共同製作，華特迪士尼工作室電影發行。
本片是《星際大戰》系列電影的第七部作品。主要演員包括黛西·蕾德莉、約翰·波耶加、奧斯卡·伊薩克、亞當·崔佛、安迪·瑟克斯、多姆納爾·格里森、麥斯·馮西度、露琵塔·尼詠歐和關朵琳·克莉絲蒂等。此外馬克·漢米爾、哈里遜·福特、嘉莉·費雪、安東尼·丹尼爾斯、彼得·梅修和肯尼·貝克飾演前作中出現的角色。該片是《星際大戰後傳三部曲》的第一部作品，背景設定在《絕地大反攻》的30年後。本片由J·J·亞柏拉罕執導，劇本則由亞柏拉罕與勞倫斯·卡斯丹共同編寫，卡斯丹曾擔任《帝國大反擊》和《絕地大反攻》的共同編劇。兩人取代了曾預定擔任本片編劇的麥可·阿恩特。
華特迪士尼公司於2012年收購盧卡斯影業後，同時宣布了《星際大戰》續集三部曲電影的計劃。星際大戰七部曲是收購後首部拍攝的作品。本片由凱斯琳·甘迺迪、J·J·亞柏拉罕與布賴恩·伯克擔任製作人。《星際大戰》原作者喬治·盧卡斯在《STAR WARS：原力覺醒》和其他《星際大戰》電影中擔任創意顧問。電影的第二工作組於2014年4月在阿布達比和冰島開拍，主要拍攝工作自2014年5月16日起展開，在阿布達比和位於倫敦的松木製片廠進行。
《STAR WARS：原力覺醒》於2015年12月14日在位於美國加利福尼亞州洛杉磯好萊塢星光大道的中國戲院舉行了盛大的全球首映會，並在12月18日以2D, 3D, 胶片IMAX 2D以及数字IMAX 3D、激光IMAX 3D格式在北美以及全球部分胶片、数字、激光影院上映。值得一提的是，這是自《星際大戰三部曲：西斯大帝的復仇》上映十年後的首部作品。該片上映之後，其動作場面，角色塑造，演技，以及角色之間的感情戲碼獲得了權威影評人以及大眾的廣泛讚譽，但因為該片的故事結構與本傳三部曲太過類似，而受到了部分觀眾和媒體的批評。華特迪士尼公司對這部電影大幅宣傳，成為不考慮通脹因素的情況下北美及全球影史開畫收入第四高的電影。續集分別於2017年和2019年上映。

## 劇情
銀河帝國覆亡三十年後，其餘燼中誕生了第一軍團。第一軍團最高領袖、熟悉原力黑暗面的史諾克指派軍隊指揮官赫斯將軍以及忍武士團首腦凱羅·忍尋找下落不明的絕地大師路克·天行者。第一軍團循線追查一份地圖來到了行星賈庫（Jakku），抓住新共和國所屬的抵抗勢力的X翼戰機駕駛員波·戴姆倫，凱羅·忍用原力迫使他說出地圖在逃脫的BB-8機器人身上，開始進行追捕。同時，編號的風暴兵對自己所屬陣營的行徑產生抗拒及懷疑，在決心脫離第一軍團後幫助波一同駕駛鈦戰機逃離所在的滅星者戰艦，其間波替FN-2187取了「芬恩」這個名字。然而鈦戰機在太空中被滅星者的飛彈擊中墜回賈庫星，兩人失散。芬恩在當地的市集遇見了及拾荒女孩芮，隨後因被偵查兵發現，市集遭到空襲，芮駕駛荒廢多年的千年鷹號載著三者逃離賈庫星。千年鷹在太空中滯留時被走私客韓·索羅與丘巴卡的大型太空船捕捉，同時間韓的債主群找上門並發現被通緝的，五人只得一同搭乘千年鷹逃離現場。韓得知芮等人的現況後答應尋找能夠帶他們前往抵抗勢力基地的人，並說明路克的消失是由於其訓練的一名學徒墮落至黑暗面，背叛路克並殺害了他其餘的學徒，路克便自我放逐遠離世事。
韓·索羅等人到達了塔可達納星（Takodana）的太空休息站，在此芬恩決定遠離抵抗勢力與第一軍團的戰爭，前往邊境星域。而芮則突然感受到原力的呼喚，找到了被休息站經營者瑪茲·卡娜塔收藏、曾屬於路克與安納金·天行者的光劍。此時，赫斯將軍在由雪地行星伊冷（Ilum）改造而成的弒星者基地上啟用新型武器，基地放射出的巨大紅色能源光束直擊新共和國參議院所在的霍斯連恩（Hosnian）星系，一舉毀滅數顆星球和當地的新共和艦隊。凱羅·忍的部隊循線抵達塔可達納星搜捕，芬恩掛念芮的安危返回，卻與韓·索羅及丘巴卡同遭俘虜，眼睜睜看著凱羅·忍帶走了看過地圖的芮。危急之際，抵抗勢力的X翼戰機部隊趕到並解救了眾人，其總司令莉亞·歐嘉納將軍和機器人C-3PO在戰鬥結束後到達，接著眾人一同回到抵抗勢力基地行星迪卡（D'Qar），芬恩與波於此驚喜重逢。當眾人檢視身上的地圖時，卻發現地圖並不完整，被懷疑藏有地圖其餘部分的R2-D2則自路克失蹤後就一直處於休眠狀態。
弒星者基地上，凱羅·忍試圖用原力從芮身上取得情報不成，反被原力覺醒的芮反讀取出自己害怕無法和黑武士同樣強大的恐懼。同時，赫斯將軍獲得摧毀抵抗勢力基地的指示，令弒星者基地開始充填能量。抵抗勢力得知第一軍團的行動後派遣韓·索羅與芬恩、丘巴卡潛入弒星者基地，挾持法斯瑪隊長令其解除星球防護罩以利X翼戰機進行空襲，並與趁凱羅·忍離開之際用原力脫困的芮會合。韓·索羅在基地反應器裝設炸藥時遇到凱羅·忍，便站出來與其面對面，原來凱羅·忍就是背叛路克的學徒，也就是莉亞與韓的兒子班·索羅。但凱羅·忍拒絕了韓·索羅的勸說並殺死了自己的父親，悲痛的丘巴卡開槍射中凱羅·忍的腹部，隨後被風暴兵追擊，同樣在現場的芬恩和芮則被凱羅·忍攔截。芬恩被凱羅·忍重創後芮拿起光劍與凱羅·忍交手，而後在芮被凱羅·忍壓制之際，凱羅·忍對她的勸誘再度讓芮已覺醒的原力發揮出來，芮以此擊敗了凱羅·忍。丘巴卡引爆炸彈，加上X翼戰機的轟炸引起基地反應器的連鎖效應，使弒星者基地所在的星球開始崩毀。分崩離析的地表隔離了芮和凱羅·忍，芮隨即帶著昏迷的芬恩回到丘巴卡駕駛的千年鷹，凱羅·忍則被第一軍團的人帶走。
回到抵抗勢力基地後，終於甦醒，把儲存的地圖與的結合，成功拼出尋找路克的完整指引。芮與丘巴卡、駕駛千年鷹一起出發，前往位於遙遠星系的星球。一座被大海圍繞的小島上，芮獨自走到島的最高處，見到路克·天行者。芮拿出光劍欲還給他，路克則報以感觸良深的表情。
尋找路克·天行者的旅程結束了，新的傳承旅程即將展開。

## 演員
- 哈里遜·福特 飾 韓·索羅（Han Solo）[11]，資歷豐富的走私客。
- 嘉莉·費雪 飾 莉亞·歐嘉納將軍（General Leia Organa）[11]，抵抗勢力的將軍。
- 亞當·崔佛 飾 凱羅·忍（Kylo Ren）[14]，實為韓·索羅之子班·索羅，原本在路克門下接受絕地武士訓練，但卻墮入原力黑暗面。渴望如同黑武士一樣強大的新一代忍武士（Knight of Ren）。
- 黛西·蕾德莉 飾 芮（Rey）[11]，在沙漠行星賈庫獨自生活的拾荒者。
- 約翰·波耶加 飾 芬恩（Finn）[11]，因良心覺醒而叛逃的原第一軍團風暴兵。
- 奧斯卡·伊薩克 飾 波·戴姆倫（Poe Dameron）[11]，抵抗勢力的王牌戰機駕駛員。
- 多姆納爾·格里森 飾 赫斯將軍（General Hux）[11]，第一軍團指揮官。
- 露琵塔·尼詠歐 飾 瑪茲·卡娜塔（Maz Kanata），韓·索羅的舊識[11]。
- 關朵琳·克莉絲蒂 飾 法斯瑪隊長（Captain Phasma）[11]，芬恩的上司。
- 安迪·瑟克斯 飾 最高領導人史諾克（Supreme Leader Snoke），第一軍團的最高領袖[11]。
- 麥斯·馮西度 飾 羅·桑·特卡（Lor San Tekka）[11]，賈庫星的一名村長。
- 安東尼·丹尼爾斯 飾 C-3PO[11]
- 彼得·梅修與喬納斯·蘇歐塔摩（英语：Joonas Suotamo） 飾 丘巴卡（Chewbacca/Chewie）[11]，韓·蘇洛的搭檔。
- 肯尼·貝克 飾 R2-D2[11]
- 馬克·漢米爾 飾 路克·天行者（Luke Skywalker）[11]，消失多年的絕地大師，於全片的最後一幕中登場。

現實中，嘉莉·費雪之女比莉·盧德於戲裡飾演一位抵抗勢力的成員凱朵·科·康妮克斯中尉（Lieutenant Kaydel Ko Connix），此亦是其電影處女作。賽門·佩吉飾演了賈庫的回收場主人昂卡·普魯特（Unkar Plutt）。沃維克·戴維斯飾演小酒館的客人伍利范（Wollivan）。湯瑪士·桑格斯特飾演察覺未經允許起飛的鈦戰機一階士官薩尼森（Thanisson）。而丹尼爾·克雷格則在片中客串一名被芮操控的風暴兵。麥可·吉亞奇諾和奈傑爾·古德里奇也同樣客串風暴兵。克莉斯托·克拉克（Crystal Clarke）、皮普·安德森（Pip Anderson）、克里斯蒂娜·鍾和凱文·史密斯則都出演一些小角色。而電影中法蘭克·歐茲的尤達聲音在芮的幻象中客串。雪地決鬥原力呼喚場景，則是之前在《曙光乍現》中收錄的亞歷·堅尼斯的老歐比王和伊旺·麥奎格所飾演的歐比王·肯諾比聲音。此外，導演亞伯拉罕則也有一個配音客串。

## 制作

### 初期發展
當《星球大戰》正傳三部曲正式完結後，該系列導演兼創作者喬治·盧卡斯多次討論過續集三部曲的敘事走向，但完全否決將其拍攝的打算。2012年12月，他將自己的公司盧卡斯影業以及《星球大戰》和《奪寶奇兵》的所有權賣給了華特迪士尼公司。在與盧卡斯影業新總裁凱斯琳·甘迺迪（好萊塢最有權勢的電影監製，同時也是盧卡斯的好友）一同出席採訪時，盧卡斯說到：“我總是說我不會再做任何與《星際大戰》有關的電影了，而這是事實 - 因為我不會再做下去了。但這並不意味着我不願意讓凱斯琳將該系列發揚光大。”
作為原力覺醒的創意顧問（英語：Creative Consultant），盧卡斯出席了多項與該片故事情節有關的會議，並對星球大戰電影宇宙中的多項細節做出建議。盧卡斯在迪士尼收購《星球大戰》版權時也將自己寫的續集三部曲故事大綱給予新製作組用於借鑒和審閲，但是新製作組決定另起爐灶，並告訴盧卡斯他“對這部片子的參與將到此為止”。盧卡斯的兒子傑特告訴英國《衛報》說：“雖然我父親親手拍板讓J·J·亞伯拉罕執導這部片子，他仍然對將該系列出售給迪士尼一事感到心痛。而父親雖然在很多方面想引領新劇組，但他還是想放手，讓這部系列由新一代電影工作者來引領。”2015年11月，盧卡斯說迪士尼對他的參與並不熱衷，並承認：“如果我在新劇組的話，我只會製造麻煩，因為他們不會採納我的想法和建議，而我早就對這部電影（以及整個系列）的未來失去了控制。即使我強制讓他們聽從於我，一切只會往更糟的方向發展。”
原力覺醒的第一版草稿是由邁克爾·阿恩特編寫，而大衛·芬奇, 布拉德·伯德，葛雷摩·戴托羅都曾被列為導演人選。2013年1月，J·J·亞柏拉罕被選定為該片導演，而勞倫斯·卡斯丹和賽門·金柏格則成為了該片的項目顧問（英語：Project Consultant）。2013年10月24日，阿恩特從該項目退出，由亞柏拉罕和勞倫斯接手劇本的編寫任務（即使如此，阿恩特仍然在演職員表裡被列為該片編劇之一）。關於阿恩特的突然退出，亞柏拉罕認為時間是主要原因，並對迪士尼將上映日期從2015年夏天延遲到同年12月表示欣慰。亞柏拉罕和勞倫斯在聖莫尼卡，紐約，巴黎和倫敦散步時確定了故事輪廓。六個星期以後，第一版劇本宣告完成，而亞柏拉罕也在2014年1月確認了劇本已寫好的消息。2014年2月，在接受法國媒體採訪時，亞柏拉罕表示新電影的核心將回歸《星球大戰》的根源，並會將感情作為敘事核心，而不是流水線式的交代。同年4月，盧卡斯影業宣佈續集三部曲將不會借鑒《星球大戰》擴大宇宙的時間線和核心故事，但會將裡面的其他元素以其他媒介重新包裝，比如電視動畫劇集《星際大戰：反抗軍起義》。

### 前期製作
2013年5月，劇組確認該片將在英國拍攝，而來自盧卡斯影業的代表與英國財政大臣歐思邦通過談判批准了該提議。從2013年9月開始，為了滿足亞柏拉罕的需要（他的孩子還在美國上學），位於壞機器人製片公司裡的製作設施被轉換成原力覺醒的拍攝地，用於拍攝並後期製作該片的部分場景。
該片的服裝設計師是曾與亞柏拉罕在《星際迷航》電影中有過合作的邁克爾·卡普蘭。JJ的御用剪輯師，瑪麗·喬·馬基和瑪莉安·布蘭登，也成為了該片的剪輯師。2013年8月，劇組宣佈該片的首席攝影師丹尼爾·明德爾將用35毫米膠片攝影機（尤其是柯達5219型號）拍攝該片。2013年10月，除了上述這三位被聘用之外，音效設計師本·伯特，特效總監克里斯·科博爾德，製作設計師里克·卡特和Dareen Gilford，混錄師Gary Rydstrom，聲音剪輯總監馬修·伍德，視效總監Roger Guyett，以及執行製片人湯米·哈珀和Jason McGatlin也成為了該片的御用主力。

### 演員
電影的選角工程在2013年8月開始，由JJ领頭與潛在演員進行劇本閲讀和試鏡。電影的公開選角自2013年11月開始在英國，愛爾蘭和美國進行 - 數千名演員為雷切爾和托馬斯兩角試鏡。2014年1月，由於卡斯丹和亞伯拉姆對劇本的改變，選角工作重新進行。該電影的試鏡工作一直到官方公佈主角演員表（2014年4月29日）三個星期前才結束。所有試鏡過的演員與片方都簽訂了非常嚴格的保密協議，有效地禁止他們以及他們的經紀人向媒體公開任何與該片角色有關的信息。
雖然盧卡斯確認正傳三巨頭 - 哈里森·福特、馬克·漢米爾和嘉莉·費雪將最早在2013年3月回歸該系列，但他們在該片的角色直到一年後才公佈於眾。瑟夏·羅南、麥可·B·喬丹以及露琵塔·尼詠歐都曾為該片中的角色試鏡。在某個時間段，有權威報導稱劇組曾考慮讓傑西·普萊蒙扮演盧克·天行者之子，亞當·崔佛飾演該片裡的未命名反派，以及讓Maisie Richardson-Sellers扮演一名未知角色。2014年3月，演員多米尼克·莫納漢透露，稱續集三部曲的劇組想讓未出名的演員扮演主要角色，而不是媒體事先報導的讓大咖來扮演主角。
2014年2月，黛西·蕾德莉被劇組選中成為主演，而該月月底片方與HBO達成協議，幫助崔佛調整拍攝女孩我最大的時間表。同年3月，劇組與奧斯卡·伊薩克和安迪·瑟克斯就該片的角色進行會談，並一直持續到同年四月。2014年4月，約翰·波耶加從傑西·歐文斯傳記片離開後，與劇組進行了會談。丹尼斯·勞森，正傳三部曲的演員之一，被劇組邀請再次扮演該角色（Wedge Antilles），但他已“失去興趣”為由拒絶。
2014年4月29日，該片的卡司通過一張在倫敦Pinewood Studios的內部劇本閲讀會上公佈。該照片裡包括了JJ、福特、漢米爾、瑟克斯、伊薩克、波耶加、費雪、多姆納爾·格里森、安東尼·丹尼爾斯（Anthony Daniels，正傳三部曲裡扮演C3PO的演員）、蕾德莉、彼得·梅修（Peter Mayhew，丘巴卡演員）、製片人布賴恩·伯克、編劇卡斯丹以及盧卡斯影業總裁甘迺迪。原本該電影的卡司將在5月4日公佈（星際大戰日），但由於劇組和片方擔心名單會被媒體外漏，因此提前公佈。2014年6月，劇組宣佈尼詠歐以及Gwendoline Christie將成為該電影卡司的一部分。
為了重新準備路克一角，漢米爾連續數月沒有刮胡子，並且隨從一位私人健身師和一位營養師 - 這是為了迎合制作人希望他的身材能像老年的路克。費雪為了準備她的角色也隨從一位私人健身師和一位營養師。JJ原本希望丹尼爾斯只需要為C3PO配音，但劇組隨後應了丹尼爾斯的要求給他重新做了一身C3PO服。
2014年5月份，JJ在位於阿布紮比的星球大戰劇組宣布與UNICEF合作展開一場捐款競賽：贏家將獲得進入劇組與演職員一對一的機會。2014年10月，曾在星球大戰正傳和前傳三部曲都有戲份的Warwick Davis宣布他會在該片出場，但沒有公開他的角色。2014年11月，黛比·雷諾斯（Debbie Reynolds）確認費雪的女兒，比莉·洛爾德，將會在該片中出現。主演伊薩克的叔叔，在來劇組探望之前，被JJ邀請在片中出演一個小角色。
2015年12月，每日郵報公布了該片核心演職員的薪水：福特將會從電影中獲得2500萬美元，外加0.5%的票房分成；波耶加和蕾德莉，本片的男女主角，獲得了每人46萬美元外加有條件的票房分成（假如該片全球票房突破10億美元的話）；費雪獲得了150萬美元的片酬，而本片的導演亞伯拉姆，獲得了510萬美元的底薪，外加2%的票房分成。值得一提的是，福特在《星際大戰四部曲：曙光乍現》裏所獲得的薪水只有一萬美元。

## 發行
在2013年11月，星際大戰七部曲公佈於2015年12月18日上映。與前六部《星際大戰》系列電影的傳統不同，本片是繼2008年8月上映之《星際大戰：複製人之戰》後第二部並非在5月上映的《星際大戰》電影。迪士尼在2014年3月宣布星際大戰七部曲將會推出IMAX版本。2014年11月6日，宣布電影的正式名稱為「STAR WARS：原力覺醒」。在此之前大眾媒體都稱為「星際大戰七部曲」。

### 市場推廣
2015年10月20日，《STAR WARS：原力覺醒》在北京居庸關萬里長城舉行宣傳活動，500個帝國風暴兵（Imperial Stormtroopers）現身企在長城台階，而四個烽火台頂分別點起「原、力、覺、醒」四個大字，場面盛大。邀请鹿晗成为电影的“中国代言大使”。此后，迪士尼影业开启邀请中国艺人作为电影“中国代言大使”的宣传方式。2018年4月，在《复仇者联盟3：无限战争》的中国首映式上，由于主办方的种种失误，引发电影粉丝强烈反感。数日后，迪士尼影业除对粉丝道歉外，宣布停止这种宣传方式。
臺灣片名起初表記：「星際大戰：原力覺醒」，為達宣傳效果將當中的「星際大戰」改用英語原文「STAR WARS」。香港則從星戰前傳三部曲起除片名和事物名稱外，人名全採英文，溯及舊作不再翻譯。

### 評價
《STAR WARS：原力覺醒》獲得了一致好評。爛番茄根據448篇專業影評得出93%的新鮮度，平均得分8.3/10；該網站共識：「《原力覺醒》動作場面密集，既有熟悉面孔又有新血成員，成功喚起了此系列過去的輝煌，也為其注入了全新的能量。」。該電影在評分網站Metacritic根據55篇專業影評得到80分，代表「普遍好評」，权威分析机构CinemaScore通过观众的评分为这部电影打了A：女性观众，25岁以下，18岁以下观众为该电影打了A+，而98%的观众给这部电影的评分仅限于A或B。
英國每日電訊報電影評論家羅賓·柯林斯（英語：Robbie Colins）給這部電影打了滿分的五星，稱讚該電影“成功擺脫了過去前傳三部曲的不堪，讓星際大戰系列與經典三部曲重新連結並獲得新生。它達成了這兩點，這大概是今年電影界最讓人鬆了一口氣的事。”。英國衛報電影評論員彼得·布萊德肖（英語：Peter Bradshaw）也給這部電影打滿分的五星，認為該電影“敘事方面比前傳三部曲有所進步，接續正傳三部曲的部分也重啟地很精明與深情——它當然有誇大、可笑和濫情的地方，但整體仍令人興奮且充滿活力，洋溢著其獨樹一幟的親切。”美國綜藝雜誌首席評論員賈斯汀·張（英語：Justin Chang）也給這部電影讚譽：“這部電影很有風格和氣勢，充滿愛與關懷，讓現在或曾經認為自己是粉絲的人無法抗拒。”美國芝加哥太陽時報知名首席電影評論員理查·羅婆給該電影打滿分四星的最高分，將該電影比喻成“一場集美麗、驚險、歡樂、震撼於一身的精彩冒險”。美國底特律時報評論員湯隆認為雖然該電影與正傳三部曲有太多相似之處，但它“遠遠拋棄了前傳三部曲中不必要的笨拙，重新把握住該系列本來的活力、幽默及簡明的敘事方向。”美聯社對該電影的評價很簡單：“很多人會說這部電影基本上是正傳三部曲的翻版，但這不正是我們想要的嗎？”。
《華盛頓郵報》首席影評家安·霍納迪（英語：Ann Hornaday）認為該片“全新的角色和設定能為早已龐大的星戰死忠團添磚加瓦...《原力覺醒》將敘事和情感運用得恰到好處，讓觀眾同時感到熟悉和新穎。”大西洋雜誌首席影評人兼編輯克里斯托弗·奧爾（英語：Christopher Orr (film critic)）將該片譽為“混搭傑作”（英語：Mashup Masterpiece），認為它“有可能完全是抄襲，但還是很好看。”夏洛特觀望者（英語：The Charlotte Observer）影評人勞倫斯·塔本（英語：Lawrence Toppman）認為JJ亞伯拉罕“微妙地達成了平衡，同時也巧妙地向過去致敬。”《舊金山紀事報》影評人米克·拉薩爾（英語：Mick Lasalle）為該電影打了最高分，認為該電影不僅是“最好的星球大戰續集，更是2015年最好的電影之一。《每日郵報》記者布萊恩·瓦伊納（英語：Brian Viner）為該電影打了四星（滿分為五星），認為它“代表了空想主義的勝利，也是整部系列最令人感到爽快的電影。”記者弗蘭克·帕洛塔（英語：Frank Pallotta）在評論這部電影的時候，認為該電影“是正傳三部曲之後最好的一部，也是所有人，包括死忠和普通觀眾，將永遠銘記的觀影體驗。”
縱使《原力覺醒》獲得媒體廣泛讚譽，也有部分影評人批評它的新瓶裝舊酒。美國《沙龍雜誌》的記者安德魯·歐·黑以爾（英語：Andrew O'Hehir）將該電影寫成“一部來自富有才華的抄襲者的作品，很聰明地隱藏著江郎才盡的事實。”《時代雜誌》記者史蒂芬妮·梅耶
寫到：“隨著電影的推進，J·J·亞伯拉罕開始給我們早就期待好的一切，而不是那些我們一無所知，無法料到的奇蹟。”
福布斯雜誌首席電影評論家史考特·曼德森（英語：Scott Mendelson）雖然讚揚了該電影的“超高制作水準以及強烈的眼界”，但也認為該電影幾乎是“被粉絲情懷而操控，也僅僅因為JJ不可否認的技巧和新面孔所帶來的美麗，這部電影才沒有擺在所謂的拼字遊戲（英語：Mad-lib）手下。”
Motherboard杂志记者Brian Merchant更是毫不留情地批评了这部电影，认为“科幻电影本该是带领观众去探索未知的世界并发掘未知的奇迹，而不是赤裸裸的抄袭原有的宇宙设定。更甚的是，20世纪电影史上最富创造力的电影标志被变成了一部虽然很好看，但立马被观众忘记的好莱坞重启作品，而这不得不让人深感痛心。”
亞伯拉罕在电影上映数日后接受记者采访称，“我当然理解某些人认为这部电影完全是抄袭正传三部曲的想法。但我认为这种所谓的抄袭并不是没有理由的，因为人类史，就像该电影一样，是重复发生的。而且为了让观众更了解新角色，我们需要把原有的设定搬回来，而这意味着我们会在原创性上不得不做出妥协和牺牲。”

### 票房
預測
《STAR WARS：原力覺醒》的制作費達2億美元，外加2.23億美元的額外發行，市場營銷以及家庭娛樂制作費用，是一部投資額相當高額的史詩太空歌劇片。2015年4月份，《好萊塢報道》預計該片將超越《侏羅紀世界》（5.241億美元），成為全球首映周末票房最高的電影（5.4億美元），以及北美首映周末票房最高的電影。該報道更預計《星球大戰7》將會獲得北美最大影院放映規模，達4500家影院，打破《暮光之城：蝕》的記錄（4468間影院）。著名票房統計師菲爾·康特瑞歐將該片與《阿凡達》的票房做了比較（該片當年在北美的開畫票房是7700萬美元，但最後在全球獲得二十八億美元的票房），聲稱該片“獲得十億美元將會是輕而易舉的事情，但沖破二十億美元關卡還有待觀察，不過並非不可能”。同年八月，著名網站deadline.com預計該片將會在全球斬獲6億1500萬美元的首周末票房，其中包括3億美元的北美首周末票房。同年11月，Deadline再次對《星球大戰7》票房做出預估，聲稱該片將在北美取得1.85億到2.1億美元之間的首周末票房。一個月以後，資本分析師Barton Crockett聲稱“星球大戰7”有最大的可能成為全球電影史上首部賺取30億美元以上票房的電影。
不過，大多數好萊塢票房預測者認為該電影要想與《星球大戰》系列其他電影比較的話，必須要將通貨膨脹因素包括在內（1977年的星球大戰在北美的票房，放到2015年的话是十億美元以上），而且該片要想持平甚至超越該系列其他電影（尤其是正傳三部曲）的投資回報率，幾乎是完全不可能。Paul Dergarabedian，好萊塢最具盛名的票房分析師，認為雖然《阿凡達》和該電影的上映日期是一樣的（兩者都是12月18日上映），更高的IMAX和普通電影票價將使《STAR WARS：原力覺醒》的票房推向無其他電影能及的高度。12月23号，《福布斯》记者Mark Hughes宣布该电影的票房表现已达到预期，并声称它有很大的可能超过《泰坦尼克号》成为全球票房第二高的电影。他还认为如果该片能避免每周票房大幅下滑的话，要超越《阿凡达》并不是不可能的事情。
虽然《原力觉醒》在北美取得了空前的商业成功，但在海外市场的票房却不如预期。大多数票房预测师认为该片在海外市场的不冷不热待遇是因为海外观众不像北美观众对该系列电影有着浓厚的感情。
上映
该片在美國和加拿大於12月18日上映，從週四晚上獲得了5700萬美元的票房（打破《哈利波特－死神的聖物2》的4350萬美元紀錄），其中3D版占了總值的47%，而IMAX版則從391個大銀幕上賺取了570萬美元（打破《復仇者聯盟2：奧創紀元》的300萬美元紀錄）。該片隨後以1.205億美元的成績，打破了《哈利波特－死神的聖物2》所創下的周五以及單日開畫紀錄。該片還成為了北美影史首部首映日破億的電影。可惜的是，該片以70萬美元的差距落後於同年暑假上映的《侏羅紀世界》，獲得了6350萬的純開畫日票房，屈居影視第二。（純開畫日票房：不包括周四，以及任何午夜場的周五/开画日票房）
該片在海外的表現也非常強勢。2015年12月16日，該片首先在12個國家上映，獲得了1400萬美元的票房。12月17日，該片擴展到44個國家，並獲得了5860萬美元的票房 - 這意味著該電影在兩天內賺取了7260萬美元，並全部獲得當地第一。
該片在翌日賺取5680萬美元，使該片的非北美（國際）票房暫時定格在1.295億美元。不僅如此，該片在所有國家（除了韓國）的單日票房排名都是第一，並刷新了海外多項本土開畫紀錄：英國，愛爾蘭，馬耳他（午夜360萬美元，開畫1430萬美元）；德國（720萬美元）；澳大利亞（680萬美元），瑞典（170萬美元），挪威（110萬美元）以及其他16國。獲得高額首映日票房的國家有：西班牙（350萬），墨西哥（340萬），意大利（310萬）以及日本（300萬）。
台灣方面，首週四天票房為新台幣8000萬元；次週票房累計至新台幣1.45億元；第三週票房累計至新台幣1.86億元；第四週票房累計至新台幣1.97億元；第五週票房累計至新台幣2億元。
| 上一届： 《飢餓遊戲：自由幻夢 終結戰》 | 2015年美國週末票房冠軍 第51-52週   | 下一届： 《STAR WARS：原力覺醒》 |
| 上一届： 《STAR WARS：原力覺醒》       | 2016年美國週末票房冠軍 第1-2週     | 下一届： 《龍兄唬弟2》           |
| 上一届： 《飆風特攻》                  | 2015年台北週末票房冠軍 第51-52週   | 下一届： 《葉問3》               |
| 上一届： 《陀地驅魔人》                | 2015年香港一週票房冠軍 第50-51週   | 下一届： 《葉問3》               |
| 上一届： 《老炮儿》                    | 2016年中国内地一周票房冠军 第2-4週 | 下一届： 《功夫熊猫3》           |

## 續集
在2014年6月20日，萊恩·詹森據報導正在洽談編寫並執導，以及撰寫《星際大戰九部曲》的前期綱要。與《原力覺醒》相同，《星際大戰八部曲》將會在位於倫敦的Pinewood Studios進行拍攝。2015年9月，部分第二攝制組工作人員率先在愛爾蘭拍攝了該續集的戲份，而主要戲份的拍攝將在2016年3月開始進行。漢米爾，伊薩克，Christie，以及波耶加確定回歸，而波多黎各裔演員班尼西歐·狄奧·托羅在九月份被敲定成為新劇組一員。據主流媒體報道，古古·瑪芭塔-勞，加拿大女演員Tatiana Maslany，Gina Rodriguez和Olivia Cooke被劇組列為潛在人選名單，用於為兩個未知新角色物色演員。兩個月以後，英國矮人演員Jimmy Vee被選為扮演機器人R2D2的新人選。
在某個時間，迪士尼宣佈《星球大戰8》於2017年5月26日上映，而後則改為於12月15日上映。2015年8月，盧卡斯影業宣布《侏羅紀世界》編導柯林·特雷沃羅為《星際大戰九部曲》的導演。

## 榮譽
| 獎項                 | 類別         | 得獎人                                                     | 結果   | 參考    |
| -------------------- | ------------ | ---------------------------------------------------------- | ------ | ------- |
| 第88屆奧斯卡金像獎   | 最佳原创音乐 | 約翰·威廉斯                                                | 提名   | [ 110 ] |
| 第88屆奧斯卡金像獎   | 最佳音效剪辑 | 馬修·伍德, David Acord                                     | 提名   | [ 110 ] |
| 第88屆奧斯卡金像獎   | 最佳混音     | 安迪·納爾遜, Christopher Scarabosio, 斯圖爾特·威爾遜       | 提名   | [ 110 ] |
| 第88屆奧斯卡金像獎   | 最佳剪輯     | 瑪麗安·布蘭登, 瑪麗·喬·馬基                                | 提名   | [ 110 ] |
| 第88屆奧斯卡金像獎   | 最佳視覺效果 | Roger Guyett, Patrick Tubach, 尼爾·斯坎倫, 克里斯·科博爾德 | 提名   | [ 110 ] |
| 2015年美國電影學會獎 | 十大佳片     | 《STAR WARS：原力覺醒》                                    | 獲獎   | [ 111 ] |
| 第21屆評論家選擇獎   | 最佳影片     | 《STAR WARS：原力覺醒》                                    | 提名   | [ 112 ] |
| 佛羅里達影評人協會   | 最佳視覺效果 | 《STAR WARS：原力覺醒》                                    | 第二名 | [ 113 ] |
| 佛羅里達影評人協會   | 最佳音樂     | 約翰·威廉斯                                                | 提名   | [ 113 ] |
| 佛羅里達影評人協會   | 突破獎       | 黛西·蕾德莉                                                | 獲獎   | [ 113 ] |

## 備註
1. ↑  原文："I always said I wasn't going to do any more and that's true, because I'm not going to do any more, but that doesn't mean I'm unwilling to turn it over to Kathy to do more."

## 外部連結
- 官方网站（StarWars.com）
- 互联网电影数据库（IMDb）上《STAR WARS：原力覺醒》的资料（英文）
- AllMovie上《STAR WARS：原力覺醒》的资料（英文）
- 爛番茄上《STAR WARS：原力覺醒》的資料（英文）
- Metacritic上《STAR WARS：原力覺醒》的資料（英文）
- Box Office Mojo上《STAR WARS：原力覺醒》的資料（英文）
- 開眼電影網上《STAR WARS：原力覺醒》的資料（繁體中文）
- 时光网上《STAR WARS：原力覺醒》的資料（简体中文）
- 豆瓣电影上《STAR WARS：原力覺醒》的資料 （简体中文）
- Wookieepedia上的相关条目：Star Wars: Episode VII The Force Awakens